# Normalisering (språkvetenskap)
Normalisering är i språkvetenskap att genomföra enhetlig stavning, interpunktion och morfologi, särskilt när man ger ut moderna upplagor av äldre texter. Ett exempel är, att svenska runinskrifter plägar transkriberas, normaliseras till runsvenska, och sedan översättas.